# Dailekh (huyện)
Dailekh (tiếng Nepal:दैलेख) là một huyện thuộc khu Bheri, vùng Trung Tây Nepal, Nepal. Huyện này có diện tích 1502 km², dân số thời điểm năm 2001 là 225201 người.

## Dân số
Biến động dân số giai đoạn 1952-2001:
| Năm    | 1952   | 1961   | 1971  | 1981   | 1991   | 2001   |
| ------ | ------ | ------ | ----- | ------ | ------ | ------ |
| Dân số | 185854 | 208745 | 94743 | 166527 | 187400 | 225201 |